# Anelli di cipolla
Gli anelli di cipolla (in inglese onion rings) sono un tipo di antipasto o di contorno diffuso comunemente negli Stati Uniti d'America, in Canada, Regno Unito, Irlanda, Australia, Nuova Zelanda, Sudafrica e in alcune parti dell'Asia e dell'Europa continentale. 

## Descrizione
Consistono generalmente di un "anello" di cipolla tagliato trasversalmente (la struttura circolare della cipolla si presta bene a questo metodo di preparazione) intinto nella pastella o nel pangrattato e poi fritto in profondità; una variante è fatta con la pasta di cipolle. Gli anelli di cipolla sono a volte accompagnati da condimenti, tra i quali ketchup, maionese o altre salse. Benché tipicamente vengano serviti come contorno, gli anelli di cipolla possono essere mangiati anche da soli. Come altri piatti di cipolle cotte, il processo di cottura decompone il solfossido di tiopropanale della cipolla nel disolfuro di dipropile dall'odore e dal sapore dolce, responsabile del sapore dolciastro degli anelli di cipolla.

## Storia
Le origini esatte degli anelli di cipolla sono ignote, ma nel 1933 una ricetta per gli anelli di cipolla fritti, che venivano intinti nel latte e poi infarinati, apparve in una pubblicità della Crisco su The New York Times Magazine.
Una ricetta per le cipolle fritte francesi apparve forse sul Daily Times di Middletown (New York) il 13 gennaio 1910. Il giornale non rivendica però di essere l'inventore della ricetta.
Un pretendente all'invenzione degli anelli di cipolla è la catena di ristoranti Kirbys Pig Stand, fondata ad Oak Cliff (Texas), all'inizio degli anni 1920. La catena, un tempo fiorente, che al suo culmine negli anni 1940 aveva oltre 100 locali in tutti gli Stati Uniti, rivendica anche di essere l'inventrice del Texas toast.
Il libro di cucina del 1802 di John Mollard, The Art of Cookery Made Easy and Refined (p. 152), include una ricetta chiamata "Cipolle fritte al parmigiano" (Fried Onions with Parmesan Cheese). La ricetta suggerisce di tagliare le cipolle in anelli di 1/2" (1,3 mm), intingendole in una pastella fatta con farina, panna, sale e pepe e parmigiano, e poi di friggerle in profondità nel lardo "bollente". Suggerisce inoltre di servirle con una salsa fatta con burro fuso e mostarda.

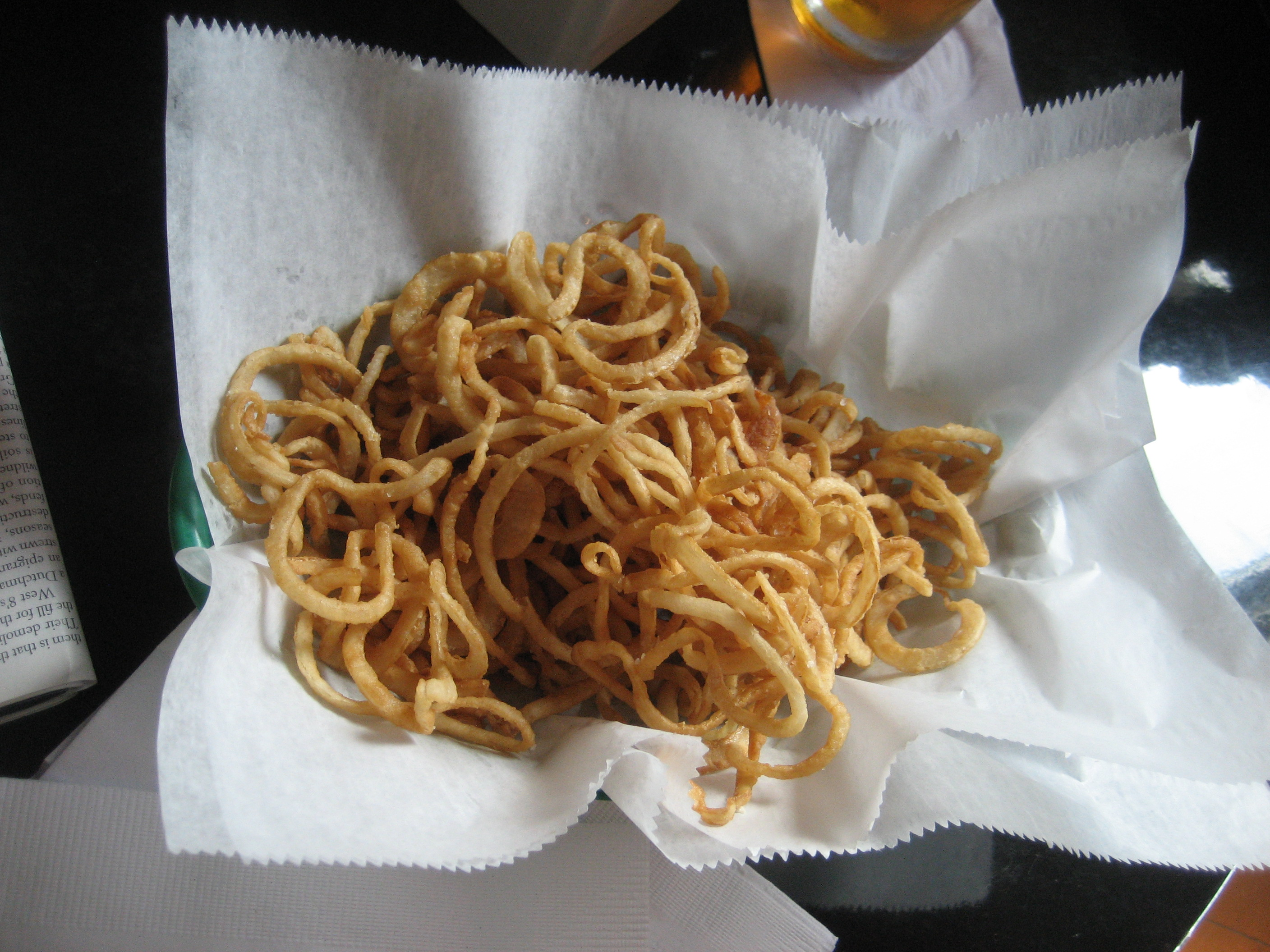
Anellini di cipolla
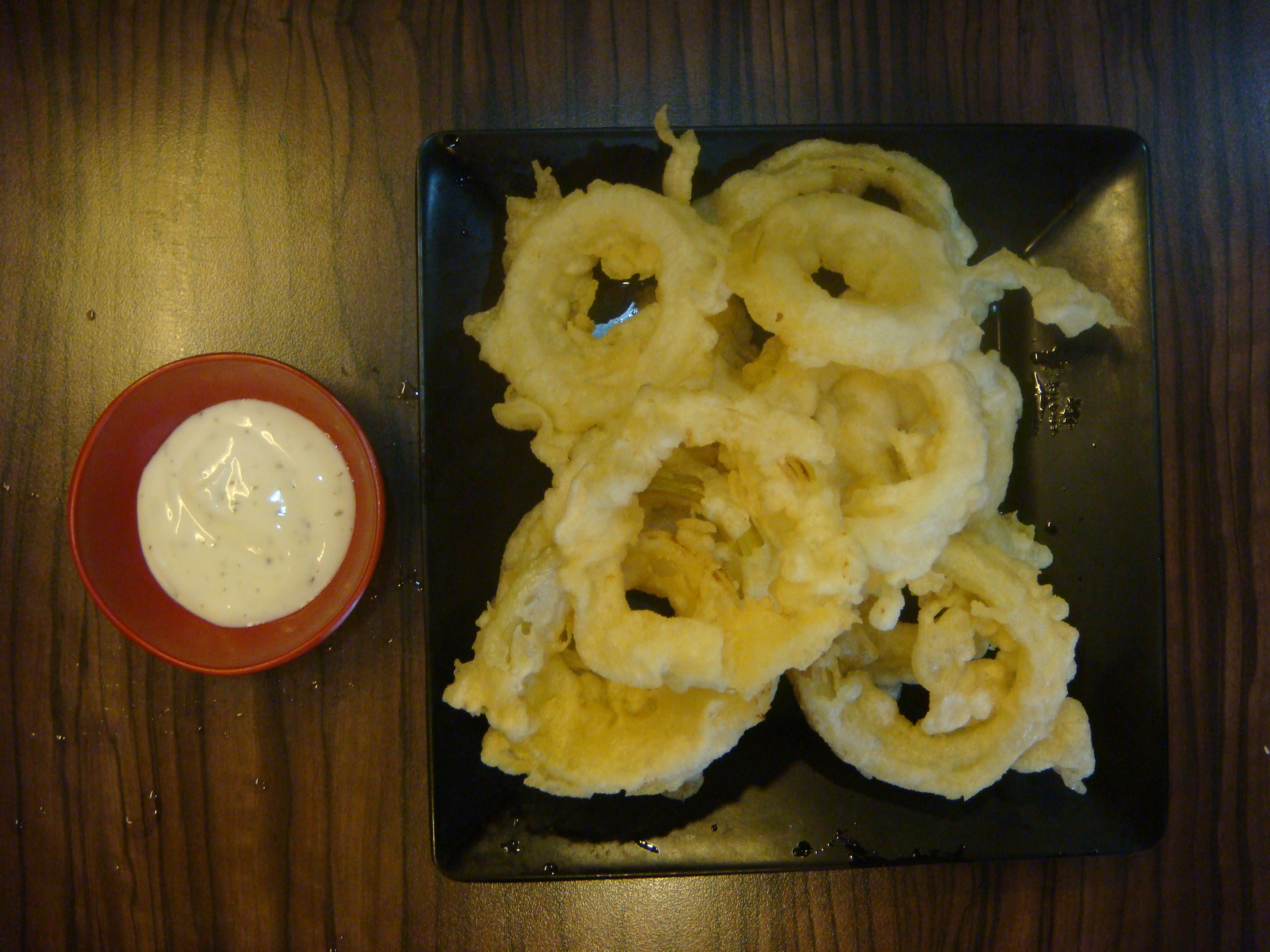
Anelli di cipolla con intingolo (Filippine)